# La Neuve-Lyre
La Neuve-Lyre ist eine französische Gemeinde mit 532 Einwohnern (Stand 1. Januar 2022) im Département Eure in der Region Normandie. Sie gehört zum Arrondissement Bernay und zum Kanton Breteuil.

## Geografie
La Neuve-Lyre liegt im Südwesten des Départements Eure im Pays d’Ouche an der Risle, 32 Kilometer südwestlich von Évreux und nur 1,1 Kilometer südlich von La Vieille-Lyre. Im Osten der Ortschaft liegt der große Wald Forêt de Conches. Der Weiler Chagny gehört zur Gemeinde.

## Geschichte
Anfangs war La Neuve-Lyre ein Teil der Ortschaft La Vieille-Lyre. 1046 gründete William FitzOsbern, 1. Earl of Hereford (1020–1071), eine Benediktinerabtei in La Vieille-Lyre. In der Gründungsurkunde wird auch die Ortschaft, die Kirche und die Mühlen von Nova Lire (La Neuve-Lyre) erwähnt. Robert de Beaumont, 1. Earl of Leicester (1050–1118) besaß eine Burg in Nova Lira. 1119 ließ Eustache de Breteuil († 1136), der Schwiegersohn von König Heinrich I. von England, die Burg ausbauen. Die Burg wurde 1419 von englischen Truppen eingenommen.
1793 erhielt La Neuve-Lyre im Zuge der Französischen Revolution (1789–1799) den Status einer Gemeinde und war Hauptort eines Kantons. 1801 erhielt die Gemeinde als La Neuve-Lire das Recht auf kommunale Selbstverwaltung und wurde dem Kanton Rugles zugeteilt.
| Jahr      | 1793 | 1800 | 1851 | 1901 | 1936 | 1975 | 1999 | 2007 |
| --------- | ---- | ---- | ---- | ---- | ---- | ---- | ---- | ---- |
| Einwohner | 758  | 817  | 702  | 788  | 608  | 802  | 567  | 607  |

Am meisten Einwohner hatte La Neuve-Lyre im Jahr 1800 (817) und am wenigsten 1999 (567).

## Wappen
Das Wappen der Gemeinde ist rot und in vier Plätze unterteilt (Vierung). Der erste und der vierte Platz zeigen eine silberne Lanzenspitze, der zweite und der dritte Platz ein silbernes Fünfblatt. In der Mitte liegt ein blaues Wappenschild, auf dem eine Lyra abgebildet ist. Die metallischen Farben „gold“ und „silber“ werden auf den Wappen gelb und weiß dargestellt.

## Sehenswürdigkeiten
Der Gutshof Domaine de la Chapelle steht südwestlich des Ortskerns und befindet sich zum Teil auf dem Gelände der Gemeinde Neaufles-Auvergny. Im 19. Jahrhundert wurde das Gut von einem Eisenwarengroßhändler aus Ambenay erworben. Zum Gut gehört ein Schloss, das Château de la Chapelle, ein Park und mehrere Pavillons. Der Park wurde 1865 eingerichtet, das heutige Schloss zwischen 1876 und 1879 unter Verwendung von Teilen des alten Schlosses vom Architekten Jacques Baumier (1824–1886) erbaut. Die ganze Domaine de la Chapelle wurde 2002 in das Zusatzverzeichnis der Monuments historiques (historische Denkmale) eingetragen.
Das Kirchenschiff und der Glockenturm der Kirche Saint-Gilles stammen aus dem 12., der Chor aus dem 13. Jahrhundert. Der Glockenturm besteht aus Grison einem durch Eisenoxide rötlich gefärbten Stein.

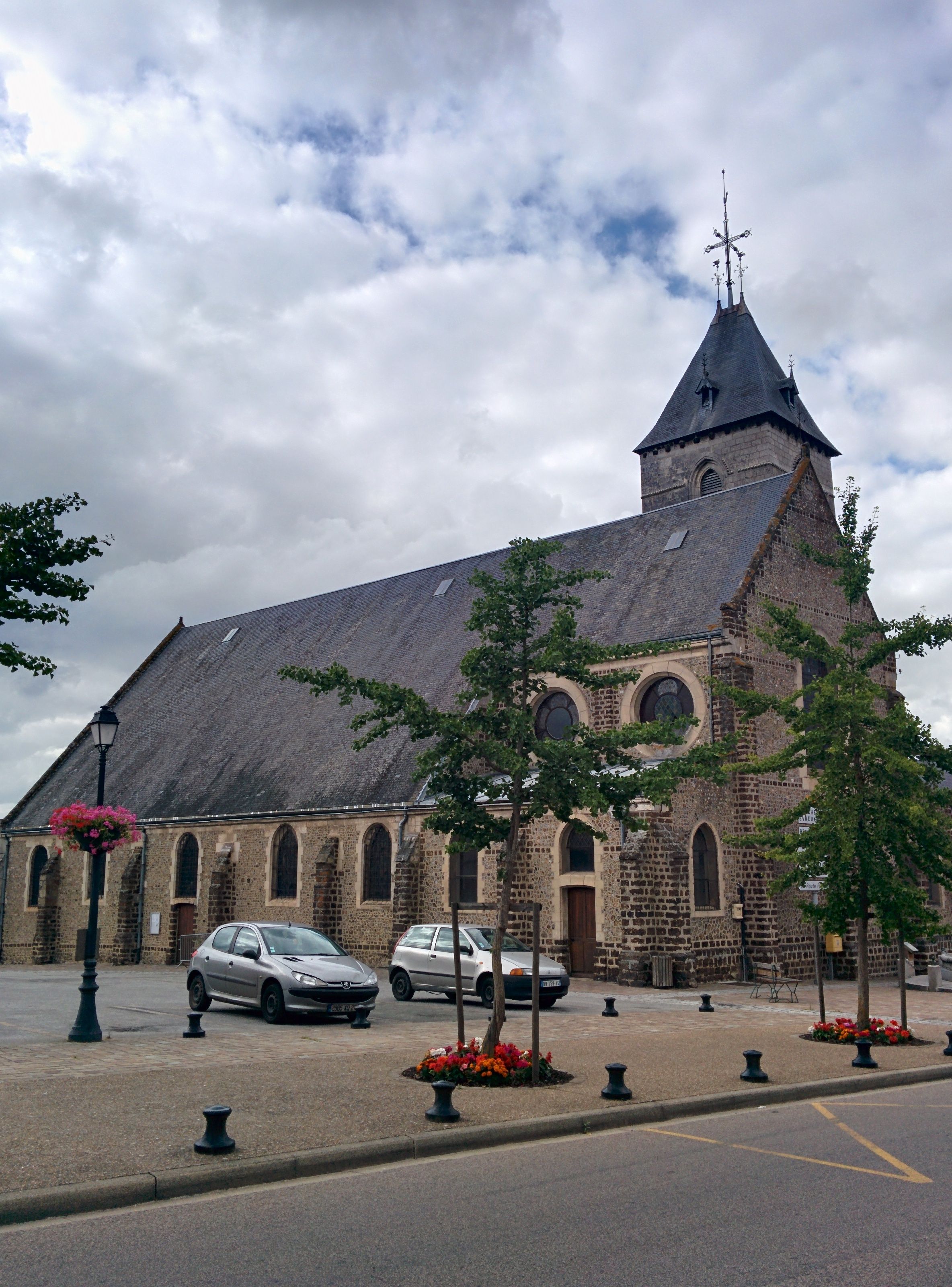
Kirche Saint-Gilles
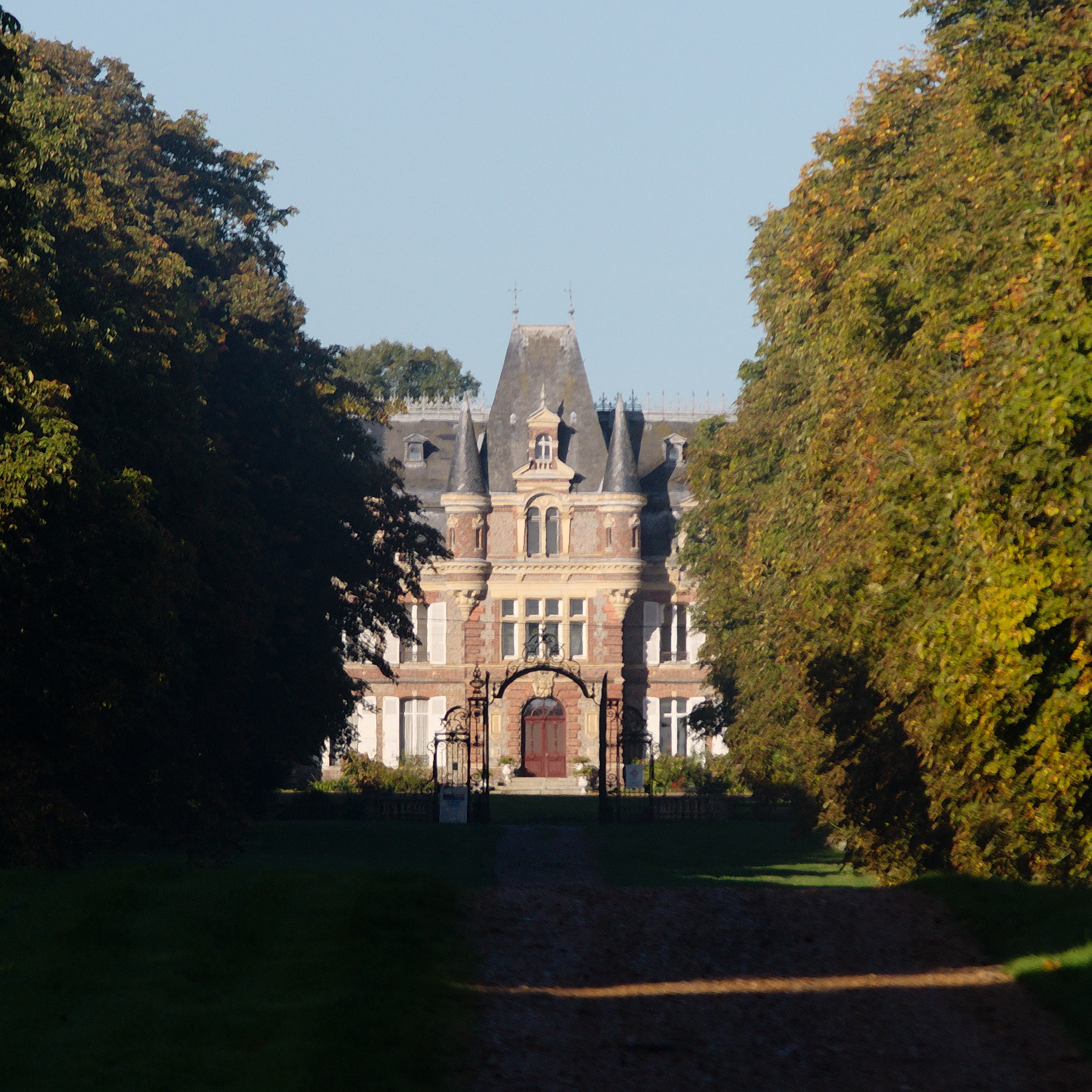
Château de la Chapelle

## Wirtschaft
Im 19. Jahrhundert gab es in La Neuve-Lyre ein Walzwerk, eine Zieherei für Messingdraht und eine Gerberei. Von 1866 bis in die erste Hälfte des 20. Jahrhunderts wurde der Bahnhof Lyre von Zügen der Bahnlinie Conches – L’Aigle angefahren.
Heute gibt es eine Käserei in der Camembert der geschützten Herkunftsbezeichnung (AOC) Camembert de Normandie hergestellt wird. Außer der geschützten Herkunftsbezeichnung für Camembert gelten auf dem Gemeindegebiet geschützte geographische Angaben (IGP) für Schweinefleisch (Porc de Normandie), Geflügel (Volailles de Normandie) und Cidre (Cidre de Normandie und Cidre normand).

## Persönlichkeiten
- Nikolaus von Lyra (1270/75–1349), biblischer Theologe des Mittelalters